# 10000 Myriostos
A 10000 Myriostos (ideiglenes jelöléssel 1951 SY) a Naprendszer kisbolygóövében található aszteroida. Albert George Wilson fedezte fel 1951. szeptember 30-án.